# Aeroporto de Francisco Beltrão
O Aeroporto de Francisco Beltrão -  Paulo Abdala  (IATA: FBE, ICAO: SSFB) é um aeródomo civil público brasileiro localizado no município de Francisco Beltrão, no estado do Paraná.

## Descrição
É administrado pela prefeitura loal e sua pista, em asfalto, possui 1 320 metros de comprimento por 30 metros de largura. São feitas, em média, 134 decolagens e pousos por mês, operando tanto em período diurno quanto noturno. 
Opera em condições visuais.

## Histórico
Entre 1994 e 1996, a empresa Helisul Linhas Aéreas operou na rota Beltrão - Curitiba com uma aeronave do modelo Embraer Bandeirante.
Em novembro de 2010, foi inaugurado o novo terminal de passageiros do aeroporto seguindo normas da ANAC. Além do terminal, a pista, os arredores e alambrados, também foram reformados para a adequação da ANAC.
De 2011 e 2013, a empresa NHT linhas aéreas operou voos regulares e diários com destino a Curitiba e Chapecó utilizando aeronaves LET L-410, com capacidade para 19 passageiros.
Em 2018, a Anac renovou a licença do aeroporto por mais 10 anos.
Por alguns anos, não houve operação comercial no local. Em 2019, houve o retorno dos voos comerciais, com aeronaves Cessna Grand Caravan da empresa Two Flex, em parceria com a Gol Linhas Aéreas, ligando o município a Curitiba, com escala em União da Vitória. Esta nova fase ocorreu dentro do "Programa Voe Paraná", do governo estadual, que incentivou o aumento de cidades atendidas por linhas aéreas.
Em 2020, a empresa aérea contratada pelo programa Voe Paraná foi vendida para a Azul Linhas Aéreas e os voos cancelados no estado. 
Em 2022, os voos comerciais retornaram por meio da subsidiária da Azul Linhas Aéreas, a Azul Conecta, mas a empresa abandonou a rota no final do ano.
Em 2023, a Prefeitura Municipal de Francisco Beltrão anunciou o fracionamento e a venda da área do aeroporto Paulo Abdala através de leilão, onde a pista seria convertida em uma grande avenida e novas ruas serão criadas, resolvendo assim o problema de mobilidade da região, visto que o aeroporto encontra-se em área central, limitando o acesso entre centro e bairros, foi anunciado também que toda a arrecadação da venda dos lotes seria convertida na construção de um novo aeroporto situado na linha Gaúcha, a direita da rodovia sentido Ampére. O novo aeroporto terá uma área apropriada, livre de obstáculos e uma pista inicial de 1.850m x 45m apta a receber aviões a jato de grande porte, com capacidade para expansão futura de acordo com a demanda.
Em 2024, iniciou oficialmente a construção do novo sítio aeroportuário, seguindo paralelamente as vendas fracionadas da área do aeroporto Paulo Abdala, que tem previsão de entrega em até 3 anos.

## Dados
- Endereço: Rua Abdul S. Pholmann, s/n – Francisco Beltrão – Paraná[12]
- Telefone: 46 3524-9835 Aeroclube: (46) 3523-5064
- Quantidade de Pousos e Decolagens: 134 mês
- Operação VFR Diurno/Noturno[13]
- Pista: 1 320 x 30 metros
- Resistência da Pista: PCN 11/F/C/Y/U[13]
- Sitio Aeroportuário: 269 910 m²
- Patio das Aeronaves: 8 900 m²
- Terminal de Passageiros: 300 m²

## Acidentes e incidentes
Em 27 de janeiro de 2019, um avião de pequeno porte, matricula PT-RJF modelo EMB-711ST, que fazia voos panorâmicos teve problemas com o trem de pouso na aterrissagem e saiu da pista. O ocorrido não gerou feridos.
Em 21 de julho de 2017, um avião de pequeno porte, matricula PT – LKX e modelo EMB-810C, vindo de Campo Grande (MS), parou no aeroporto para abastecimento e logo decolou. Com problemas na decolagem, teve que fazer um pouso forçado próximo ao aeroporto. O piloto, único tripulante a bordo, teve ferimentos leves.